# Allsvenskan i handboll för herrar 1976/1977
Allsvenskan i handboll 1976/1977 innebar att serien utökats från 10 till 12 lag. Grundserien vanns av SoIK Hellas, som genom seger i SM-slutspelet även blev svenska mästare. Lag 1-4 gick till SM-slutspel. Lag 9-10 fick spela nerflyttningskval, medan lag 11-12 flyttades ner till Division II.

## Slutställning
| Nr | Lag                | S  | V  | O | F  | GM  | IM  | MS  | P  |
| -- | ------------------ | -- | -- | - | -- | --- | --- | --- | -- |
| 1  | SoIK Hellas        | 22 | 14 | 2 | 6  | 449 | 416 | +33 | 30 |
| 2  | Lugi HF            | 22 | 12 | 3 | 7  | 463 | 417 | +46 | 27 |
| 3  | IK Heim            | 22 | 11 | 3 | 8  | 471 | 443 | +28 | 25 |
| 4  | IF Guif            | 22 | 11 | 3 | 8  | 460 | 438 | +22 | 25 |
| 5  | Ystads IF (RM)     | 22 | 9  | 6 | 7  | 450 | 420 | +30 | 24 |
| 6  | IFK Kristianstad   | 22 | 11 | 2 | 9  | 451 | 439 | +12 | 24 |
| 7  | HK Drott           | 22 | 11 | 2 | 9  | 461 | 455 | +6  | 24 |
| 8  | IFK Lidingö (U)    | 22 | 9  | 3 | 10 | 442 | 347 | +95 | 21 |
| 9  | Vikingarnas IF (U) | 22 | 9  | 2 | 11 | 438 | 366 | +72 | 20 |
| 10 | IF Saab (U)        | 22 | 7  | 5 | 10 | 437 | 461 | −24 | 19 |
| 11 | IFK Malmö          | 22 | 7  | 3 | 12 | 400 | 434 | −34 | 17 |
| 12 | Västra Frölunda IF | 22 | 3  | 2 | 17 | 354 | 440 | −86 | 8  |

## SM-slutspel

### Semifinaler
- ? 1977: SoIK Hellas-GUIF 20-23, 24-18, 23-17 (omspel, SoIK Hellas vidare)
- ? 1977: IK Heim-LUGI 19-17, 21-14 (IK Heim vidare)

### Finaler
- ? 1977: SoIK Hellas-IK Heim 30-16, 19-17 (SoIK Hellas svenska mästare)

## Skytteligan
|   | Spelare          | Lag              | Antal mål |
| - | ---------------- | ---------------- | --------- |
| 1 | Lennart Ebbinge  | IFK Kristianstad | 153       |
| 2 | Bertil Söderberg | IFK Lidingö      | 143       |
| 3 | Claes Ribendahl  | LUGI             | 130       |
| 4 | Bo Andersson     | IF Guif          | 126       |
| 4 | Bengt Håkansson  | Vikingarnas IF   | 126       |

- Källa: [1]